# پیرولاپیتکوس
پیرولاپیتکوس کاتالایونیکوس (نام علمی: Pierolapithecus catalaunicus) نام یک گونه از تیره انسانیان است.